# Terinos terpander
Terinos terpander är en fjärilsart som beskrevs av William Chapman Hewitson 1862. Terinos terpander ingår i släktet Terinos och familjen praktfjärilar. Inga underarter finns listade i Catalogue of Life.